# Marian Savu
Marian Savu (n. 11 octombrie 1972, Petroșani, Hunedoara, România) este un fotbalist român retras din activitate. A fost golgheterul în sezonul Diviziei A 1999-2000, marcând 20 de goluri.
- Meciuri jucate în Divizia A: 223 meciuri - 77 goluri.
- Cupe europene: 12 meciuri - 1 gol.
- Golgeter al Diviziei A: 2000.